# Château de Scharfenberg
Pour les articles homonymes, voir Scharfenberg.
Le château de Scharfenberg (Schloß Scharfenberg) est un château fort saxon typique de ces avant-postes médiévaux de la région. Il se trouve sur une falaise au-dessus du village du même nom, appartenant à la municipalité de Klipphausen dans la vallée de l'Elbe, près de Meissen en Saxe. Des hauteurs, on peut apercevoir les environs de Coswig et les vallonnements du Spaar.

## Historique
Le château fort a été construit autour de 1200 lors de l'avancée allemande vers l'est. Les parties des remparts au nord-ouest et au sud-ouest sont les vestiges les plus anciens de cette époque, ainsi que les fondations du donjon. Le château lui-même est cité dans les textes en 1227 pour la première fois. Il appartient alors aux évêques de Meissen pour protéger la ville des incursions ennemies. Il est donné ainsi que ses terres en fief d'abord à Bernard de Maltitz en 1390, puis à Dietrich de Miltitz en 1403. La famille von Miltitz en est propriétaire de 1403 à 1941, pendant plus de cinq cents ans.
Le château est assiégé et pris par les Suédois pendant la Guerre de Trente Ans. Il est saccagé, en partie détruit, et reconstruit ensuite partiellement en style Renaissance. Les armées du roi de Suède reviennent encore en 1706 pendant la grande guerre du Nord et le château est endommagé. Plus tard en 1783, la partie résidentielle du château brûle, ne laissant que des cendres. Cette partie est reconstruite et le château  devient un haut lieu du romantisme allemand pendant le XIXe siècle, grâce au général Dietrich von Militz, féru de poésie, et à son fils Karl Borromäus (Charles-Borromée), compositeur et poète. Novalis Friedrich de La Motte-Fouqué, Johann August Apel, E. T. A. Hoffmann, ou Theodor Körner y séjournent. Des peintres romantiques tels que Fearnley, Oehme, Dahl ou Caspar David Friedrich s'en inspirent.
Le château sert de refuge en 1945 à des centaines de personnes déplacées qui se succèdent en vagues, expulsées de Silésie, ou à des sans abris des environs. Le château devient ensuite un musée régional. C'est un lieu d'exposition et de discussions d'artistes pendant les années 1960-1970, à une époque où la parole était rarement libre. Une partie du château sert aussi de dépôt pharmaceutique et de moyens de survie en cas d'attaque de la république démocratique allemande.
Le château est devenu propriété privée en 2007. Il se visite et des rencontres théâtrales, poétiques et musicales s'y tiennent régulièrement. La plus grande partie du château est transformée en hôtel et des salons peuvent être loués pour des réceptions.